# Грб Монголије
Грб Монголије је званични хералдички симбол државе Монголија. Грб има облик амблема, а усвојен је 25. марта 1992. године, након укидања Народне Републике Монголије.

## Опис грба
Спољни руб амблема представља тумен насан, симбол вечности. Унутар њега је плаво поље, које симболише небо. У центру амблема стоји комбинација симбола Сојомбо и ветровитог коња, који представљају независност, суверенитет и дух Монголије. На врху амблема налази се Цинтамани, који симболизује три будистичка драгуља, који по легенди испуњавају жеље. На дну плавог поља налази се зелени планински ланац и Точакдарме. Око точка је обавијен церемонијални шал хадаг.

## Историјски грбови
Грб Народне Републике Монголије је од 1940. до 1991. године био базиран на истом узорку и незнатно је мењан у том раздобљу. У центру грба се налазио коњаник у јуришу. Иза њега је било приказано излазеће сунце. На грбу су уместо будистичких били присутни социјалистички симболи. Зупчаник је био симбол индустријализације земље, а пшеница симбол земљорадника и сељака. На врху амблема налазила се петокрака црвена звезда, а унутар ње социјалистичка верзија Сојомба. На дну амблема, зупчаник и пшеничне класове обавијала је трака у националним бојама. На траци је била исписана скраћеница имена државе, „БНМАУ“ (монг. Бүгд Найрамдах Монгол Ард Улс).

## Галерија
- Сојомбо НР Монголије (1924—1939)
- Сојомбо НР Монголије (1939—1940)
- Грб НР Монголије (1940—1941)
- Грб НР Монголије (1941—1960)
- Грб НР Монголије (1960—1991)